# Théodore Beaubrun
Pour les articles homonymes, voir Beaubrun.
Théodore Beaubrun, connu sous le nom d'artiste de Languichatte Debordus, né le 26 décembre 1918 et mort le 30 juin 1998, est un humoriste haïtien connu en Haïti et dans les Caraïbes.
Il a écrit plus de cent pièces de théâtre et environ cent sketches comiques. Sa première comédie, Languichatte se marie, a été montée au  Rex Théâtre le 31 mars 1942.